# William, Prince of Wales

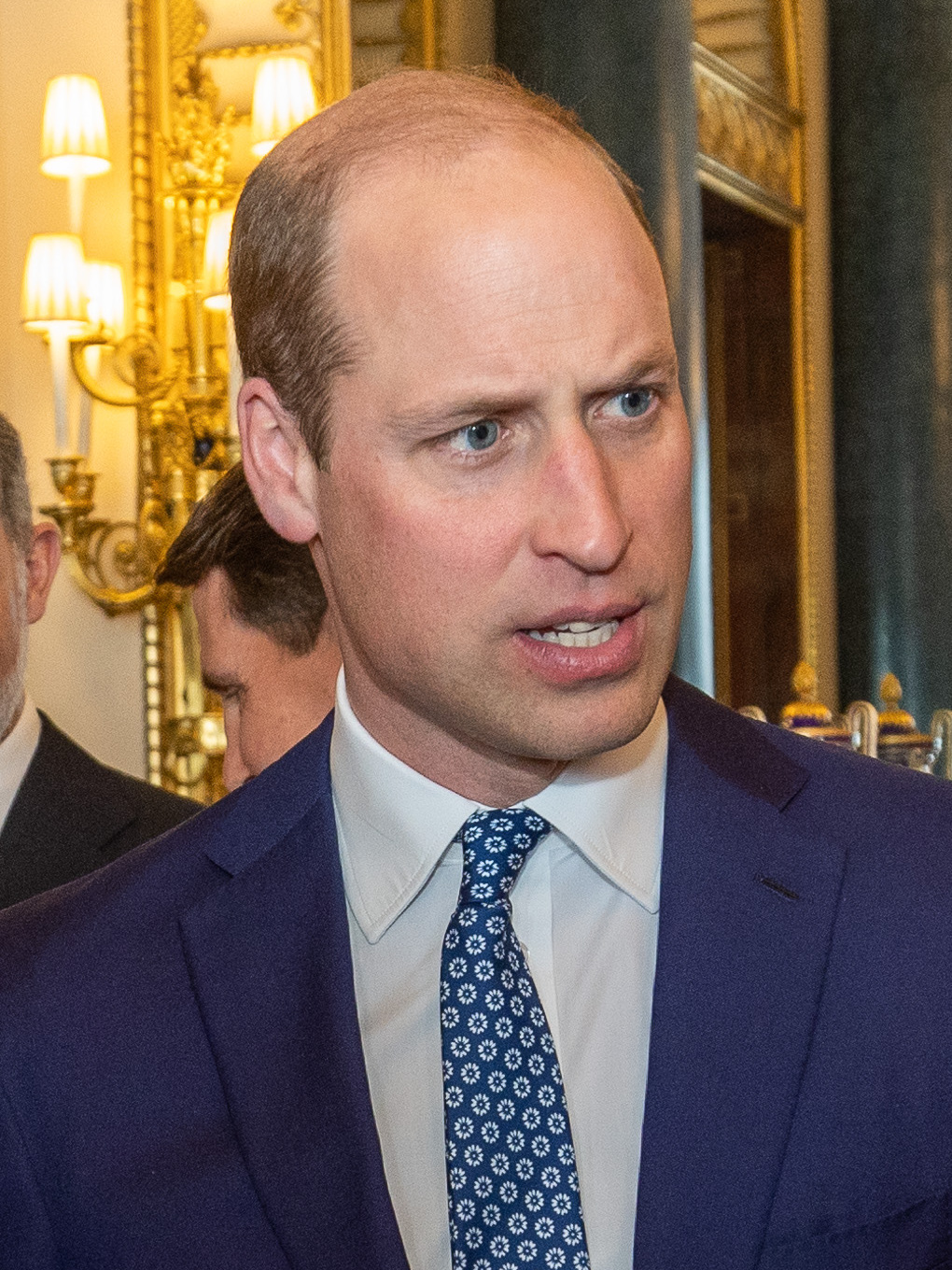
Prinz William (2023)

HRH Prince William Arthur Philip Louis, Prince of Wales, Duke of Cornwall, Duke of Rothesay und Duke of Cambridge (* 21. Juni 1982 in London, kurz: The Prince of Wales oder William, Prince of Wales, deutsch: Wilhelm, Fürst von Wales), ist ein britischer Adeliger und seit dem 8. September 2022 Kronprinz des Vereinigten Königreichs Großbritannien und Nordirland. Als ältester Sohn von König Charles III. und dessen erster Gemahlin Diana, Princess of Wales rückte er beim Tod seiner Großmutter Elisabeth II. an die erste Stelle der britischen Thronfolge. Als Mitglied der britischen Königsfamilie gehört er zum Hause Windsor und zur Familie Mountbatten-Windsor.

## Leben
Prinz William wurde als ältester Sohn von Charles, Prince of Wales, und Diana, Princess of Wales („Lady Di“), im St Mary’s Hospital im Londoner Stadtteil Paddington geboren. Er ist Enkel der damaligen britischen Königin Elisabeth II. William hat einen jüngeren Bruder, Harry, sowie einen Stiefbruder, Thomas Parker Bowles, und eine Stiefschwester, Laura Parker Bowles, die aus der ersten Ehe seiner Stiefmutter Camilla mit Andrew Parker Bowles stammen. Seine Eltern trennten sich offiziell 1992. Seine Mutter Diana kam 1997 bei einem Autounfall in Paris ums Leben.
Er stand bei seiner Geburt an zweiter Stelle der Thronfolge. Mit dem Tod seiner Großmutter am 8. September 2022 rückte er an die erste Stelle der britischen Thronfolge.
Prinz William wurde am 4. August 1982 im Musikzimmer des Buckingham-Palastes von Robert Runcie, dem Erzbischof von Canterbury, getauft. Seine Taufpaten waren Ex-König Konstantin II. von Griechenland, Sir Laurens van der Post, Prinzessin Alexandra, Natalia Grosvenor, Duchess of Westminster, Norton Knatchbull, 8. Baron Brabourne, und Lady Susan Hussey. Am 9. März 1997 wurde Prinz William in der St George’s Chapel in Schloss Windsor gefirmt. Er ist Mitglied der Church of England, deren Oberhaupt der König ist.

### Ausbildung
Ab 1985 besuchte er den Kindergarten Mrs Mynor’s Nursery School. William erhielt seine Schulausbildung von 1987 bis 1990 auf der Wetherby School in London und von 1990 bis 1995 auf der Ludgrove School in Berkshire. Von 1995 bis 2000 besuchte er das elitäre Eton College. Den Schulabschluss legte er in den Fächern Geographie, Biologie und Kunstgeschichte ab („A-Level Certificate“, etwa vergleichbar dem deutschen Abitur).
Im Jahr nach seinem Schulabschluss arbeitete er ehrenamtlich einige Monate bei einem Hilfsprojekt in Chile und in einem landwirtschaftlichen Betrieb in England. Im September 2001 begann William ein vierjähriges Studium der Kunstgeschichte an der St Andrews University in Schottland. Nach zwei Jahren wechselte er 2003 zum Fach Geographie, das er im Juni 2005 erfolgreich mit einem schottischen Master of Arts abschloss. Seine Abschlussarbeit hatte die Korallenriffe von Rodrigues im Indischen Ozean zum Thema. Im Herbst 2005 absolvierte er einige Praktika.

### Militärdienst
Am 8. Januar 2006 wurde er als Offiziersanwärter (Officer Cadet) in die Militärakademie Sandhurst aufgenommen, in der sein jüngerer Bruder Harry bereits seit Mai 2005 ausgebildet wurde. In der Armee wird er unter dem Namen William Wales geführt. Am 15. Dezember 2006 verließ Prinz William nach erfolgreicher Ausbildung die Akademie Sandhurst. Die Abschlussparade fand in Anwesenheit von Königin Elisabeth II. statt. Bei dieser Parade wurde er zum Leutnant (Second Lieutenant) ernannt.
Als Second Lieutenant William Wales diente er von Januar 2007 bis Januar 2008 im Gardekavallerieregiment „Blues and Royals“. Von Januar bis April 2008 absolvierte er eine viermonatige Pilotenausbildung bei der Royal Air Force. Am 17. Januar 2008 unternahm er seinen ersten Alleinflug und am 11. April 2008 wurde William, der zu diesem Zeitpunkt den Dienstgrad eines Flying Officer (entspricht einem Oberleutnant) hatte, von seinem Vater das Abzeichen der Royal Air Force, die sogenannten wings (englisch für Flügel), überreicht. Im April 2008 wurde der Prinz für mehrere Übungsflüge in einem Militärhubschrauber kritisiert, da diese Flüge meist ein privates Ziel wie den Landsitz seiner Partnerin Kate Middleton oder den Junggesellenabschied seines Cousins, Peter Phillips, hatten. Im Sommer 2008 sammelte er Erfahrungen auf der Fregatte der Royal Navy HMS Iron Duke in der Karibik.
2009 und 2010 absolvierte William eine Ausbildung von 20 Monaten zum Hubschrauberpiloten an der Defence Helicopter Flying School der Royal Air Force im westenglischen Shawbury. Dort hatte er den Rang eines Flight Lieutenant (Hauptmann). An diese Ausbildung schloss sich ein Dienst bei einer „Search and Rescue“-Einheit auf dem RAF-Stützpunkt Valley auf der Insel Anglesey in Wales an, der von 2010 bis September 2013 andauerte. Unter anderem war er dort im November 2011 als Copilot eines Rettungshubschraubers an der Bergung von Schiffbrüchigen beim Untergang des Frachters Swanland beteiligt. Anfang 2012 hatte er einen sechswöchigen Einsatz auf den Falklandinseln.
Am 10. Februar 2011 wurde Prinz William zum Colonel of the Regiment (Ehrenoberst) der Irish Guards ernannt.
Im September 2013 beschloss Prinz William, wenige Wochen nach der Geburt seines ältesten Sohnes, seine militärische Karriere zu beenden und sich fortan vor allem karitativen Aufgaben zu widmen.

### Ehe und Familie

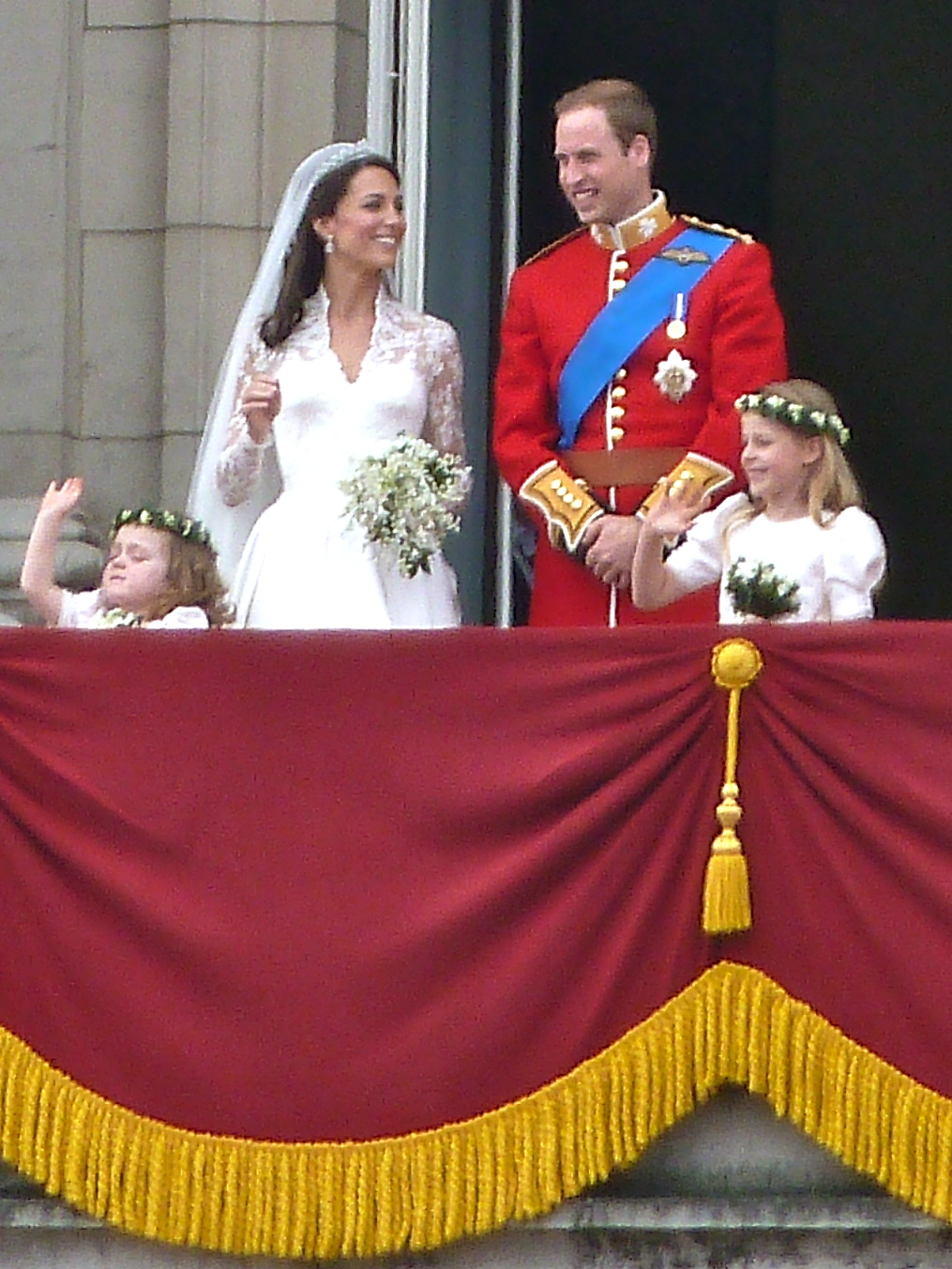
William und Catherine am Tag ihrer Hochzeit am 29. April 2011

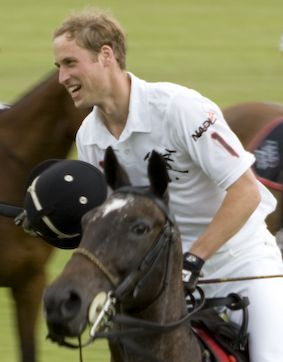
Prinz William bei einem Polospiel in Sandhurst (2007)

Seit Ende 2002 hatte Prinz William, mit einer Unterbrechung 2007, mit der Unternehmerstochter Catherine „Kate“ Middleton eine Beziehung. Am 16. November 2010 wurde bekannt gegeben, dass sich das Paar im Oktober dieses Jahres auf einer Kenia-Reise verlobt hatte. Die Hochzeit fand am 29. April 2011 in der Westminster Abbey in London statt. Der Kensington-Palast wurde nach einem Umbau zum neuen Domizil der Eheleute. Ihr Landsitz ist Anmer Hall in Norfolk. Im Sommer 2022 zog Prinz William mit seiner Familie in das Adelaide Cottage, ein Haus auf dem Grundstück von Windsor Castle. Am 16. August 2025 wurde bekannt, dass die Familie bis Ende des Jahres in die Forest Lodge innerhalb der Parkanlage von Windsor umziehen wird.
Am 3. Dezember 2012 wurde bestätigt, dass das Paar sein erstes Kind erwartete. Am 31. Dezember 2012 erließ Königin Elisabeth per Letters Patent, dass alle Kinder von William und Kate die Titel Prinz bzw. Prinzessin und die Anrede „Königliche Hoheit“ erhalten. Zuvor war dies den Kindern und Enkeln des Monarchen vorbehalten. Der Sohn wurde am 22. Juli 2013 in London geboren und trägt den Namen George Alexander Louis of Wales. Er stand bei seiner Geburt an dritter Stelle der Thronfolge und rückte durch den Tod seiner Urgroßmutter auf die zweite vor. Am 8. September 2014 wurde bekannt, dass das Paar ein zweites Kind erwartete. Am 2. Mai 2015 wurde eine Tochter geboren; sie trägt den Namen Charlotte Elizabeth Diana of Wales. Sie stand bei ihrer Geburt an vierter Stelle der Thronfolge. Am 4. September 2017 wurde bekannt gegeben, dass Kate erneut schwanger war. Am 23. April 2018 wurde in London Louis Arthur Charles of Wales geboren, welcher Platz 5 der Thronfolge einnahm. Damit wurde dessen Onkel Prinz Harry Sechster der britischen Thronfolge hinter den drei Kindern von William.

### Gesundheit
Im Jahr 1991 erlitt William einen Schädelbruch, als er von einem Golfschläger getroffen wurde. William wurde im Great Ormond Street Hospital operiert, um eine nicht lebensbedrohliche depressive Fraktur an der Stirn zu korrigieren.
Am 1. November 2020 wurde berichtet, dass William im April 2020 positiv auf das Coronavirus getestet wurde, sich jedoch entschied, die Medien und die Nation nicht zu alarmieren. The Daily Telegraph berichtete, er sei „sehr krank“ gewesen und habe sich von seiner Familie separiert.

## Aufgaben und Interessen

### Offizielle Aufgaben
Der Prinz ist regelmäßig bei gemeinschaftlichen Auftritten der königlichen Familie, wie Trooping the Colour, anwesend. 2005 unternahm er in Vertretung der Königin einen Staatsbesuch in Neuseeland. 2008 besuchte er britische Truppen in Afghanistan.
Seit 2003 ist Prinz William Staatsrat (englisch Counsellors of State). Er ist in dieser Funktion Nachfolger seiner Tante, Prinzessin Anne. Als Staatsrat kann er gewisse Amtsgeschäfte und Hoheitsrechte des Königs durchführen, wenn dieser im Ausland weilt oder verhindert ist (wie zum Beispiel durch eine kurzfristige Krankheit). Zwei beliebige Staatsräte können den Sitzungen des Privy Council beiwohnen, staatliche Dokumente unterzeichnen oder die Empfehlungsschreiben neuer Botschafter entgegennehmen.
Er ist Schirmherr oder Vorsitzender von neun gemeinnützigen Organisationen: Centrepoint (Hilfe für junge Obdachlose), The Tusk Trust (Hilfe für Afrika), The Football Association, The Welsh Rugby Union, The Royal Marsden Hospital, Mountain Rescue (Bergrettung), English School’s Swimming Association, The Lord Mayor’s Appeal und City Salute Appeal (Unterstützung für verletzte Soldaten). Im Dezember 2009 verbrachte Prinz William eine Nacht in der Londoner Innenstadt, um besser nachvollziehen zu können, wie ein Obdachloser lebt.
Am 30. Juni 2011 trafen der königliche Prinz und seine Ehefrau zur ersten offiziellen Auslandsreise der beiden seit ihrer Hochzeit in Kanada ein. In der Hauptstadt Ottawa beging das Herzogspaar in Vertretung von Williams Großmutter in ihrer Eigenschaft als Königin von Kanada den kanadischen Nationalfeiertag am 1. Juli. In Montreal protestierten mehrere Dutzend Monarchiegegner gegen die Besucher aus Großbritannien. Sie fühlen sich als Frankokanadier unterdrückt und forderten die Ausrufung einer Republik Kanada. Am dritten Tag des ersten offiziellen Auslandsbesuchs der Cambridges protestierten Separatisten im französischsprachigen Québec gegen die „königlichen Parasiten“. Auch während des zweitägigen Besuchs in Québec bekam das Ehepaar die dort weit verbreitete Ablehnung der britischen Krone zu spüren. Etwa 200 Demonstranten versammelten sich vor dem Rathaus der Stadt, wo das Paar an einer offiziellen Zeremonie teilnahm. Die Anti-Royalisten skandierten unter anderem „William, hau ab“ und „Nieder mit der Monarchie“. Im direkten Anschluss an den neuntägigen Besuch in Kanada folgte ein dreitägiger Aufenthalt in Los Angeles, wo eine Gala für britische Film- und Fernsehstars in Hollywood auf dem Programm stand.
Am 23. August 2016, zum 70. Jahrestag der Gründung Nordrhein-Westfalens, nahm Prinz William als höchster Vertreter des Vereinigten Königreichs an den staatlichen Feierlichkeiten in Düsseldorf teil. Vom 19. bis 21. Juli 2017 besuchte der Prinz erstmals mit seiner Familie Deutschland, wobei die Kinder nicht am offiziellen Programm teilnahmen. William und seine Ehefrau besuchten Berlin, Heidelberg und Hamburg. Sie trafen u. a. mit Bundeskanzlerin Angela Merkel und Bundespräsident Frank-Walter Steinmeier zusammen. Experten schätzten den Besuch als Teil einer „Brexit-Diplomatie“ ein, um trotz des EU-Austritts die Verbindungen zu Europa zu stärken. Der britische Botschafter Sir Sebastian Wood erklärte, es sei „[...] der Anfang eines langen Verhältnisses zwischen dieser neuen Generation der Königsfamilie und Deutschland“, und es werde in Zukunft viele solcher Besuche geben.

### Patenschaften
Prinz William hat drei Patenkinder: Konstantinos-Alexios von Griechenland und Dänemark (geboren 1998 als Sohn von Kronprinz Paul von Griechenland und Marie-Chantal Miller), Tom Pettifer (geboren 2002 als Sohn von Charles Pettifer und Alexandra (genannt Tiggy) Legge-Bourke, dem früheren Kindermädchen des Prinzen) und Grace van Cutsem (geboren 2007 als Tochter von Hugh van Cutsem und Rose Astor).

### Interessen
Der Prinz betreibt mehrere Sportarten: Er schwimmt, reitet, spielt Tennis, Rugby, Hockey, Fußball, Basketball, Golf und nimmt an Polo-Turnieren teil. In seiner Schulzeit war er in der Schwimmmannschaft, im Chor und in einer Theatergruppe. Im Studium war er Mitglied des Wasserballteams der schottischen Universitäten und nahm an Wettkämpfen teil. Jedes Jahr fährt er mit seinem Vater, seinem Bruder und seiner Ehefrau Ski in Klosters-Serneus (Kanton Graubünden), Schweiz.

## Titel

Royal Standard, wie ihn William als Prince of Wales seit dem 9. September 2022 nutzen darf

Royal Standard, wie ihn William als Duke of Cambridge bis zum 8. September 2022 nutzte

Als Sohn des damaligen Prince of Wales führt er seit Geburt die Prädikate His Royal Highness („Seine Königliche Hoheit“) und Prince („Prinz“).
Anlässlich seiner Hochzeit wurden ihm mit Urkunde vom 26. Mai 2011 die erblichen Peerstitel Duke of Cambridge, Earl of Strathearn und Baron Carrickfergus verliehen. Die drei Titel beziehen sich mit Cambridge in England, Strathearn in Schottland und Carrickfergus in Nordirland auf Orte in den drei Landesteilen des Vereinigten Königreichs.
Nach dem Tod seiner Großmutter Elisabeth II. und der Thronbesteigung seines Vaters Charles III. am 8. September 2022 ging der Titel des Duke of Cornwall auf ihn über, für Schottland ebenso der Titel des Duke of Rothesay, Earl of Carrick, Baron of Renfrew, Lord of the Isles und Prince and Great Steward of Scotland. Der traditionell dem Kronprinzen verliehene Titel Prince of Wales geht hingegen nicht automatisch auf den Nachfolger über, sondern muss gesondert verliehen werden. König Charles III. verlieh ihm diesen Titel am 9. September 2022, wie er im Rahmen seiner Fernsehansprache bekanntgab. Mit dem Titel des Prince of Wales ist auch der nachgeordnete Titel Earl of Chester verbunden.
Seine vollständige Titulatur („style“) lautet seither His Royal Highness The Prince of Wales, Duke of Cornwall, Duke of Rothesay, Duke of Cambridge, Earl of Chester, Earl of Carrick, Earl of Strathearn, Baron Carrickfergus, Baron of Renfrew, Lord of the Isles, Prince and Great Steward of Scotland.

Badge des Prince of Wales, von William mit dem Titel am 9. September 2022 übernommen

- 21. Juni 1982–3. April 2008: His Royal Highness Prince William of Wales
- 23. April 2008–29. April 2011: His Royal Highness Prince William of Wales KG
- 29. April 2011–8. Mai 2012: His Royal Highness The Duke of Cambridge KG
  - in Schottland: His Royal Highness The Earl of Strathearn KG
- 8. Mai 2012: – 17. März 2013: His Royal Highness The Duke of Cambridge KG KT
  - in Schottland: His Royal Highness The Earl of Strathearn KG KT
- 17. März 2013: – 9. Juni 2016: His Royal Highness The Duke of Cambridge KG KT ADC
  - in Schottland: His Royal Highness The Earl of Strathearn KG KT ADC
- 9. Juni 2016: – 8. September 2022: His Royal Highness The Duke of Cambridge KG KT PC ADC
  - in Schottland: His Royal Highness The Earl of Strathearn KG KT PC ADC
- 8. September 2022–9. September 2022: His Royal Highness The Duke of Cornwall and Cambridge KG KT PC ADC
  - in Schottland: His Royal Highness The Duke of Rothesay KG KT PC ADC
- seit 9. September 2022: His Royal Highness The Prince of Wales KG KT PC ADC
  - in Schottland: His Royal Highness The Duke of Rothesay KG KT PC ADC

Wappen Williams als Prince of Wales, seit 9. September 2022
Wappen Williams als Knight of the Garter (2011 bis 2022)
Kombinierte Wappen von William und Cathrine anlässlich ihrer Hochzeit (in der Form gültig 2011–2022)

## Orden, Ehrenzeichen und sonstige Auszeichnungen
Am 5. Mai 2008 wurde er als Royal Knight Companion in den englischen Hosenbandorden (KG) aufgenommen, er wurde damit das 1000. Mitglied dieses Ordens.
Am 25. Juni 2012 wurde er als Royal Knight Companion in den schottischen Distelorden (KT) aufgenommen.
Am 17. März 2013 wurde er auch zum Personal Aide de Camp to Her Majesty (ADC(P)) sowie am 9. Juni 2016 zum Mitglied des Privy Council (PC) ernannt.
| Land                   | Kürzel | Orden                                     | Jahr der Verleihung | Abb. |
| ---------------------- | ------ | ----------------------------------------- | ------------------- | ---- |
| England                | KG     | Royal Knight Companion of the Garter      | 2008                |      |
| Schottland             | KT     | Royal Knight Companion of the Thistle     | 2012                |      |
| Tuvalu                 |        | Tuvalu Order of Merit                     | 2017                |      |
| Vereinigtes Königreich |        | Queen Elizabeth II Golden Jubilee Medal   | 2002                |      |
| Vereinigtes Königreich |        | Queen Elizabeth II Diamond Jubilee Medal  | 2012                |      |
| Vereinigtes Königreich |        | Queen Elizabeth II Platinum Jubilee Medal | 2022                |      |
| Vereinigtes Königreich |        | King Charles III Coronation Medal         | 2023                |      |
| Vereinigtes Königreich |        | Great Master of Order of the Bath         | 2024                |      |

## Vorfahren
| Ahnentafel Prince William, Prince of Wales | Ahnentafel Prince William, Prince of Wales                                                      | Ahnentafel Prince William, Prince of Wales                                                                              | Ahnentafel Prince William, Prince of Wales                                                      | Ahnentafel Prince William, Prince of Wales                                                                        | Ahnentafel Prince William, Prince of Wales                                           | Ahnentafel Prince William, Prince of Wales                                               | Ahnentafel Prince William, Prince of Wales                                           | Ahnentafel Prince William, Prince of Wales                                           |
| ------------------------------------------ | ----------------------------------------------------------------------------------------------- | --- | ----------------------------------------------------------------------------------------------- | --- | ------------------------------------------------------------------------------------ | ---------------------------------------------------------------------------------------- | ------------------------------------------------------------------------------------ | ------------------------------------------------------------------------------------ |
| Ururgroßeltern                             | König Georg I. (Griechenland) (1845–1913) ⚭ 1867 Olga Romanowa (1851–1926)                      | Louis Mountbatten, 1. Marquess of Milford Haven (1854–1921) ⚭ 1884 Prinzessin Viktoria von Hessen-Darmstadt (1863–1950) | König Georg V. (1865–1936) ⚭ 1893 Maria von Teck (1867–1953)                                    | Claude Bowes-Lyon, 14. Earl of Strathmore and Kinghorne (1855–1944) ⚭ 1887 Cecilia Cavendish-Bentinck (1862–1938) | Charles Spencer, 6. Earl Spencer (1857–1922) ⚭ 1887 Hon. Margaret Baring             | James Hamilton, 3. Duke of Abercorn (1869–1953) ⚭ 1894 Lady Rosalind Bingham (1869–1958) | James Roche, 3. Baron Fermoy (1852–1920) ⚭ 1880 Frances Work (1857–1947)             | William Smith Gill (1865–1957) ⚭ 1898 Ruth Littlejohn (1879–1964)                    |
| Urgroßeltern                               | Prinz Andreas von Griechenland (1882–1944) ⚭ 1903 Prinzessin Alice von Battenberg (1885–1969)   | Prinz Andreas von Griechenland (1882–1944) ⚭ 1903 Prinzessin Alice von Battenberg (1885–1969)                           | König Georg VI. (1895–1952) ⚭ 1923 Elizabeth Bowes-Lyon (1900–2002)                             | König Georg VI. (1895–1952) ⚭ 1923 Elizabeth Bowes-Lyon (1900–2002)                                               | Albert Spencer, 7. Earl Spencer (1892–1975) ⚭ 1919 Lady Cynthia Hamilton (1897–1972) | Albert Spencer, 7. Earl Spencer (1892–1975) ⚭ 1919 Lady Cynthia Hamilton (1897–1972)     | Maurice Roche, 4. Baron Fermoy (1885–1955) ⚭ 1931 Ruth Gill (1908–1993)              | Maurice Roche, 4. Baron Fermoy (1885–1955) ⚭ 1931 Ruth Gill (1908–1993)              |
| Großeltern                                 | Prinz Philip von Griechenland und Dänemark (1921–2021) ⚭ 1947 Königin Elisabeth II. (1926–2022) | Prinz Philip von Griechenland und Dänemark (1921–2021) ⚭ 1947 Königin Elisabeth II. (1926–2022)                         | Prinz Philip von Griechenland und Dänemark (1921–2021) ⚭ 1947 Königin Elisabeth II. (1926–2022) | Prinz Philip von Griechenland und Dänemark (1921–2021) ⚭ 1947 Königin Elisabeth II. (1926–2022)                   | John Spencer, 8. Earl Spencer (1924–1992) ⚭ 1954–1969 Hon. Frances Roche (1936–2004) | John Spencer, 8. Earl Spencer (1924–1992) ⚭ 1954–1969 Hon. Frances Roche (1936–2004)     | John Spencer, 8. Earl Spencer (1924–1992) ⚭ 1954–1969 Hon. Frances Roche (1936–2004) | John Spencer, 8. Earl Spencer (1924–1992) ⚭ 1954–1969 Hon. Frances Roche (1936–2004) |
| Eltern                                     | König Charles III. (* 1948) ⚭ 1981–1996 Lady Diana Spencer (1961–1997)                          | König Charles III. (* 1948) ⚭ 1981–1996 Lady Diana Spencer (1961–1997)                                                  | König Charles III. (* 1948) ⚭ 1981–1996 Lady Diana Spencer (1961–1997)                          | König Charles III. (* 1948) ⚭ 1981–1996 Lady Diana Spencer (1961–1997)                                            | König Charles III. (* 1948) ⚭ 1981–1996 Lady Diana Spencer (1961–1997)               | König Charles III. (* 1948) ⚭ 1981–1996 Lady Diana Spencer (1961–1997)                   | König Charles III. (* 1948) ⚭ 1981–1996 Lady Diana Spencer (1961–1997)               | König Charles III. (* 1948) ⚭ 1981–1996 Lady Diana Spencer (1961–1997)               |
| Prince William, Prince of Wales (* 1982)   |                                                                                                 | |                                                                                                 | |                                                                                      |                                                                                          |                                                                                      |                                                                                      |

## Film
- 2002 entstand der US-amerikanische Spielfilm Prinz William – Zwischen Party und Protokoll, in dem William vom britischen Schauspieler Jordan Frieda verkörpert wurde.
- 2011 entstand der Spielfilm William und Kate – Ein Märchen wird wahr.